# 蝶 (工藤静香の曲)
「蝶」（ちょう）は、工藤静香通算26枚目のシングル。1996年3月21日発売。発売元はポニーキャニオン。

## 解説
後藤久美子が出演した、たかの友梨ビューティークリニックのCMソングに起用。作曲は元チェッカーズの藤井尚之。
どうしても歌っていて気になる箇所があったので藤井に相談したところ「いいほうがいいよ。静香が好きなようにしな」と変更することを快く承諾してくれた（工藤談）。よって、作曲者には本人のペンネーム「愛絵理」がクレジットされている。
カップリング曲「メロディ」は、工藤も出演した日本テレビ系オムニバス系2時間ドラマ『恋愛前夜〜いちどだけ〜』エンディング・テーマソングに起用。
当初、先に出来上がっていた「メロディ」をA面で発売予定だったが、制作していくうちに華やかな「蝶」をA面に変えた。工藤曰く、「2曲でひとつ」という感覚である（当時のインタビューより）。

## 収録曲
全作詞：愛絵理
1. 蝶 （5：10）
  - 作曲：藤井尚之・愛絵理・松浦晃久　編曲：松浦晃久

「たかの友梨ビューティークリニック」CMソング
2. メロディ （5：33） 
  - 作曲・編曲：中崎英也

日本テレビ系ドラマ「恋愛前夜〜いちどだけ〜」エンディングテーマソング
3. 蝶 （less vocal）

## 収録アルバム
- 蝶
  - doing （11th アルバム）
  - She Best of Best
  - ミレニアム・ベスト
- メロディ
  - doing

## 関連人物
- 藤井尚之
- 鎌田敏夫 （『恋愛前夜〜いちどだけ〜』原作者）